# Handitavalli, Piriyapatna
Handitavalli là một làng thuộc tehsil Piriyapatna, huyện Mysore, bang Karnataka, Ấn Độ.